# Skyddsvärnet
Det finns två Skyddsvärn i Sverige, ett med säte i Göteborg (Skyddsvärnet i Göteborg) och ett med säte i Stockholm (Skyddsvärnet anno 1910). Föreningarna har skilda organisationer och styrelser, men arbetar med likartade frågor. Organisationerna är religiöst och partipolitiskt obundna och det gemensamma syftet är att motverka social utslagning. 
Skyddsvärnet anno 1910 är en ideell förening i Sverige med syfte är att bedriva verksamhet som syftar till social rehabilitering och habilitering och den bärande principen är hjälp till självhjälp. Man bedriver olika former av socialt utvecklingsarbete för klienter i Mälardalsregionen, främst personer från socialtjänsten och Kriminalvården. Föreningen är partipolitiskt och religiöst obunden.
Skyddsvärnet konstituerades den 9 maj 1910 i Stockholm och blev 1913 en självständigt verksam förening, som i samarbete med andra institutioner eller sammanslutningar i likartat syfte och intresserade privatpersoner ursprungligen såg som sin uppgift att "verka för främjande av det allmänna och enskilda räddningsarbetet bland frigivna fångar, villkorligt dömda, lösdrivare, alkoholister, prostituerade och i liknande avseenden hjälpbehövande". Initiativ till samfundets bildande togs först och främst av Allmänna svenska prästföreningen och Svenska fattigvårdsförbundet, under vilken senare organisation Skyddsvärnet av vissa praktiska skäl till en början ställdes som filial. 
Skyddsvärnet i Göteborg är en ideell förening som startade 1914. Föreningen vilar på humanistisk grund och är religiöst och politiskt obunden. Skyddsvärnet Göteborg tillhör den idéburna sektorn och återinvesterar allt överskott direkt till verksamheten. Syftet med verksamheten är att förebygga social utslagning och skapa bättre förutsättningar för människor med psykosociala problem. Skyddsvärnet Göteborg verkar också mobiliserande och opinionsbildande i viktiga samhällsfrågor.
Föreningen driver bland annat Halvvägshus för kriminalvårdens klienter, utslussboende och referensboende för personer som behöver olika former av psykosocialt stöd, fältarbete, ungdomscenter för ungdomar som saknar nätverk, skyddat boende för utsatta kvinnor, arbetsmarknadsinsatser och en socialmedicinsk mottagning med psykolog, psykiater och sjuksköterska. Verksamhetens huvudkontor och kansli finns i centrala Göteborg. Föreningen har också ett 60-tal referens- och träningslägenheter utspridda inom flera stadsdelar och kranskommuner.
Skyddsvärnet Göteborg har ramavtal med Kriminalvården, Göteborgs stad samt ytterligare ett tjugotal kommuner.
I samband med Flyktingkrisen 2015 startade Skyddsvärnet Göteborg en krismottagning som bedrevs i samarbete med barn- och ungdomspsykiatrin (BUP), Flyktingmedicinska mottagningen och Flyktingbarnmottagningen. Ett tiotal psykologer, socionomer och psykoterapeuter har under åren 2015-2020 på volontär basis haft över 3500 behandlingssamtal med cirka 200 asylsökande ungdomar.